# Comptes Rendus Palevol
Comptes Rendus Palevol is een aan collegiale toetsing onderworpen wetenschappelijk tijdschrift op het gebied van de paleontologie en de evolutietheorie. De naam wordt gespeld zonder accent en wordt in literatuurverwijzingen meestal afgekort tot C. R. Palevol. Het wordt uitgegeven door Elsevier namens de Académie des sciences en verschijnt 8 keer per jaar.
Het tijdschrift is een van de subtijdschriften van Comptes rendus de l'Académie des sciences en is een gedeeltelijke voortzetting van deel IIA (Sciences de la Terre et des planètes) dat van 1980 tot 2001 bestond.